# Пасо Кроче д’Ауне
Пасо Кроче д'Ауне (итал. Passo Croce d'Aune) је насеље у Италији у округу Белуно, региону Венето.
Према процени из 2011. у насељу је живело 32 становника. Насеље се налази на надморској висини од 1044 м.